# Mikael Spreitz
Mikael Spreitz, född 5 juli 1964, är en svensk skådespelare och tidigare kampsportare.
Han har en bakgrund som kampsportare och är flerfaldig svensk mästare samt EM-tvåa i karate (1985). Han har också varit livvakt åt olika artister. Han uppträdde säsong 6  och 7 som gladiatorn Tor i TV4-programmet Gladiatorerna.
Han medverkade i filmatiseringen av Stieg Larssons Millennium-trilogi i rollen som Ronald Niedermann. Han har även medverkat som karaktären Ronald Niedermann i ett avsnitt av humorprogrammet Time Out och i TV-serien Gustafsson 3 tr.
I samband med Kampsportsgalan 2013 tog Mikael initiativet till det som senare skulle bli Fighterhjälpen – en ideell och oberoende insamling till oavkortad förmån för människor som kämpar med olika motgångar. 2014 hade insamlingen resulterat i 600 000 kr, vilket i sin helhet donerades till Min stora dag och Barncancerfonden.

## Filmografi
- 1993 – Sökarna
- 1998 – Stormen (svt drama)
- 2007 – Gangster
- 2008 – Oskyldigt dömd (Tv-serie)
- 2009 – Beck-Levande begravd
- 2009 – Flickan som lekte med elden
- 2009 – Luftslottet som sprängdes
- 2010 – Solsidan (Tv-serie)
- 2010 – Beck – Levande begravd
- 2011 – Åsa-Nisse – wälkom to Knohult
- 2012 – Aina 112 (Tv-serie)
- 2012 – Karatefylla (Tv-serie)
- 2015 – Johan Falk (fem filmer)

2021 - Barking Mad(Torsten Lindblum)
2021 - Unchained (Brock Jones)
2023 - Ture Sventon
(Security officer)
2023 - A hell of a date (Ceder)